# Saint-Denis-de-l’Hôtel
Saint-Denis-de-l’Hôtel település Franciaországban, Loiret megyében. Lakosainak száma 3057 fő (2022. január 1.). Saint-Denis-de-l’Hôtel Donnery, Ouvrouer-les-Champs, Châteauneuf-sur-Loire, Fay-aux-Loges, Jargeau, Mardié és Vitry-aux-Loges községekkel határos.

## Népesség
A település népessége az elmúlt években az alábbi módon változott:
| Lakosok száma | 1505 | 2289 | 2523 | 2731 | 2931 | 2928 | 3045 | 3021 | 3028 | 3057 |
|               | 1968 | 1982 | 1990 | 2006 | 2013 | 2015 | 2017 | 2019 | 2020 | 2022 |